# 勞力士遊艇名仕型II

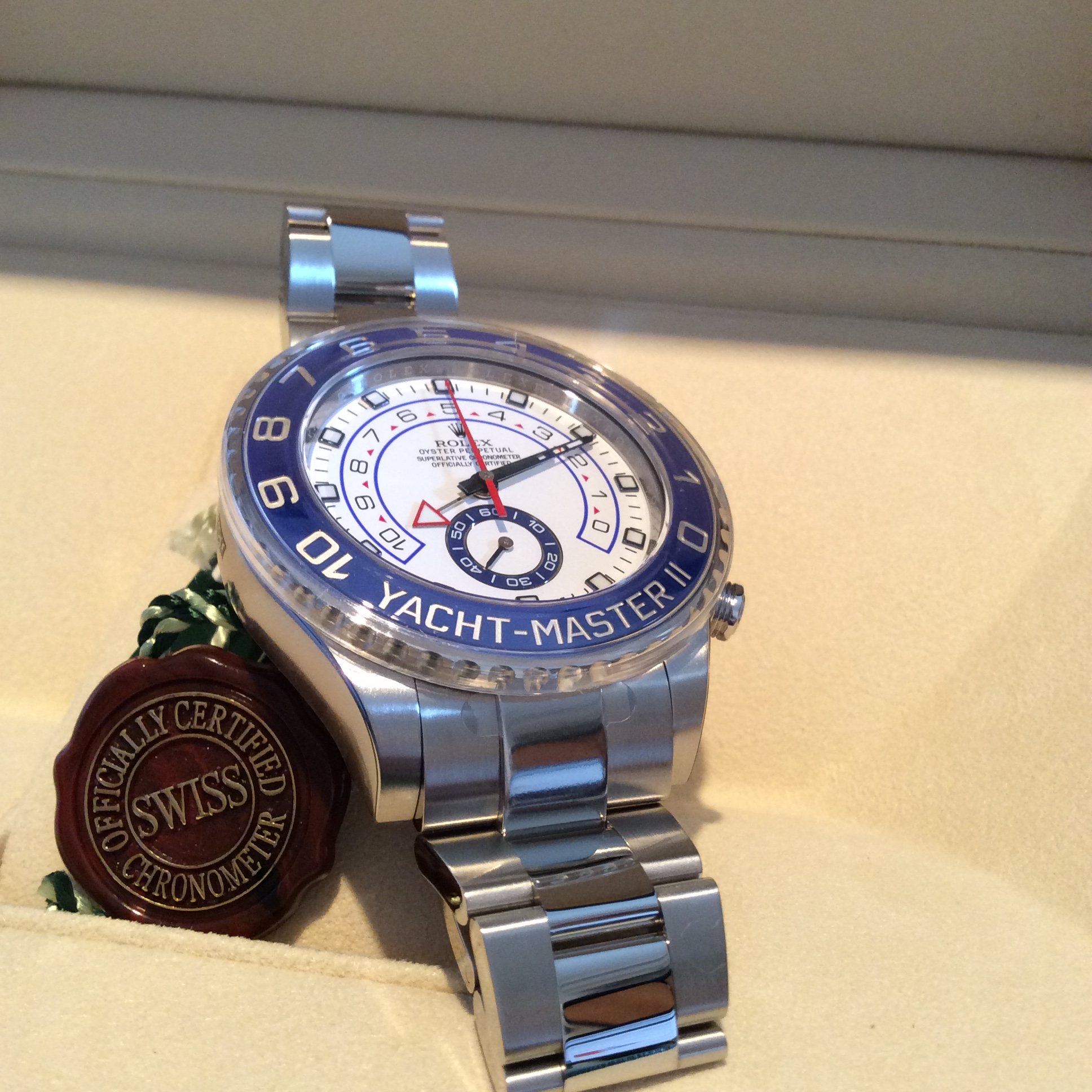

勞力士遊艇名仕型II（Rolex Yacht-Master II）是勞力士生產的一款運動型手錶。發布於2007年，並在2010年3月首次上市。遊艇名仕型II最初使用4160型機芯，後更新為使用4161型機芯。
遊艇名仕型II在2024年4月停產。